# FIVB World Tour 2006 der Frauen
Die FIVB World Tour 2006 der Frauen bestand aus 15 Beachvolleyball-Turnieren, von denen vier als Grand Slam und elf als Open ausgetragen wurden. Sieben Mal gewannen die Brasilianerinnen Larissa França und Juliana Felisberta Silva, drei Mal die US-Amerikanerinnen Misty May-Treanor / Kerri Walsh, je zwei Mal die Chinesinnen Xue Chen / Zhang Xi und Tian Jia / Wang Jie sowie einmal als weiteres brasilianisches Team Ana Paula Connelly und Leila Barros.

## Turniere

### Modena Open (11. bis 14. Mai)
| Platz | Team                                      |
| ----- | ----------------------------------------- |
| 1     | Larissa França / Juliana Felisberta Silva |
| 2     | Misty May-Treanor / Kerri Walsh           |
| 3     | Tian Jia / Wang Jie                       |
| 4     | Rachel Wacholder / Elaine Youngs          |
| 5     | Shelda Bede / Adriana Behar               |
| 5     | Vasiliki Arvaniti / Vassiliki Karadassiou |
| 7     | Stefanie / Doris Schwaiger                |
| 7     | Maria Clara Salgado / Carolina Solberg    |

Die Schwaiger Schwestern als bestes Duo aus Österreich wurden siebte. Die Deutschen Rieke Brink-Abeler / Hella Jurich belegten den geteilten neunten Rang. Die Schweizer Duos scheiterten in der Qualifikation.

In den Halbfinals setzten sich Larissa / Juliana gegen Wacholder / Youngs durch, während deren Landsfrauen Misty May-Treanor / Kerri Walsh mühelos Tian Jia / Wang Ji besiegten. Die Chinesinnen verloren auch das Duell um den dritten Platz. Im Finale waren die Südamerikanerinnen die Stärkeren.

### Shanghai Open (24. bis 28. Mai)
| Platz | Team                                      |
| ----- | ----------------------------------------- |
| 1     | Xue Chen / Zhang Xi                       |
| 2     | Tian Jia / Wang Jie                       |
| 3     | Larissa França / Juliana Felisberta Silva |
| 4     | Zhang Ying / Zuo Man                      |
| 5     | Shelda Bede / Adriana Behar               |
| 5     | Vasiliki Arvaniti / Vassiliki Karadassiou |
| 7     | Natalie Cook / Nicole Sanderson           |
| 7     | Talita Antunes / Renata Ribeiro           |

Wie schon in Italien, waren auch diesmal Rieke Brink-Abeler / Hella Jurich das beste deutsche Beachpaar. Gemeinsam mit den Schweizerinnen Simone Kuhn / Lea Schwer belegten sie den neunten Platz. Stefanie und Doris Schwaiger wurden diesmal nur siebzehnte.

Drei Paare aus der Volksrepublik schafften es beim Heimevent in die Vorschlussrunde. Zhang Xi / Xue besiegten Larissa / Juliana und anschließend auch Wang / Tian Jia, die zuvor Zuo / Zhang ihre Grenzen aufgezeigt hatten. Den totalen chinesischen Triumph verhinderten die Brasilianerinnen mit ihrem Sieg im kleinen Finale.

### Athens Open (1. bis 4. Juni)
| Platz | Team                                      |
| ----- | ----------------------------------------- |
| 1     | Misty May-Treanor / Kerri Walsh           |
| 2     | Ji Linjun / Wang Lu                       |
| 3     | Larissa França / Juliana Felisberta Silva |
| 4     | Rachel Wacholder / Elaine Youngs          |
| 5     | Shelda Bede / Adriana Behar               |
| 5     | Talita Antunes / Renata Ribeiro           |
| 7     | Tian Jia / Wang Jie                       |
| 7     | Rebekka Kadijk / Merel Mooren             |

Stefanie und Doris Schwaiger tauschten gegenüber dem chinesischen Turnier mit Simone Kuhn / Lea Schwer die Plätze. Ein weiteres schweizerisches und zwei deutsche Paare blieben im Hauptfeld sieglos.

Wie schon in Asien, mussten sich auch diesmal Larissa und Juliana mit dem Bronzerang zufriedengeben, nachdem sie gegen Ji Linjun / Wang Lu verloren hatten. Im US-amerikanischen Duell setzten sich May-Treanor / Walsh durch und entschieden anschließend auch das Endspiel für sich.

### Gstaad Grand Slam (21. bis 24. Juni)
| Platz | Team                                      |
| ----- | ----------------------------------------- |
| 1     | Misty May-Treanor / Kerri Walsh           |
| 2     | Larissa França / Juliana Felisberta Silva |
| 3     | Tian Jia / Wang Jie                       |
| 4     | Xue Chen / Zhang Xi                       |
| 5     | Holly McPeak / Nicole Branagh             |
| 5     | Rachel Wacholder / Elaine Youngs          |
| 7     | Vasiliki Arvaniti / Vassiliki Karadassiou |
| 7     | Rebekka Kadijk / Merel Mooren             |

Diesmal erreichten Larissa und Juliana zum zweiten Mal in dieser Saison das Finale nach dem Sieg über Wang / Tian. Deren Landsfrauen Xue / Zhang mussten sich gegen May-Treanor / Walsh geschlagen geben. Die US-amerikanerinnen gewannen auch die Goldmedaille. Das chinesische Duell um Bronze entschieden Xue / Zhang für sich.

Wie schon in den voran gegangenen Turnieren waren Kuhn / Schwer als Neunte und die Schwaiger Schwestern als Dreizehnte die besten Beachpaare aus der Schweiz und Österreich. Fünf weitere Duos aus den deutschsprachigen Ländern (davon zwei aus Deutschland) belegten sieglos den 25. Rang.

### Stavanger Grand Slam (28. Juni bis 1. Juli)
| Platz | Team                                      |
| ----- | ----------------------------------------- |
| 1     | Larissa França / Juliana Felisberta Silva |
| 2     | Shelda Bede / Adriana Behar               |
| 3     | Ana Paula Connelly / Leila Barros         |
| 4     | Stephanie Pohl / Okka Rau                 |
| 5     | Talita Antunes / Renata Ribeiro           |
| 5     | Tian Jia / Wang Jie                       |
| 5     | Xue Chen / Zhang Xi                       |
| 5     | Dalixia Fernández / Tamara Larrea         |

Ohne die Präsenz der US-Amerikanerinnen war der norwegische Grand Slam ganz in brasilianischer Hand. Drei Paare aus dem größten Land Südamerikas standen auf dem Treppchen, ein weiteres auf dem geteilten fünften Platz. In die Phalanx konnten nur die beiden Deutschen Stephanie Pohl und Okka Rau einbrechen. In den Begegnungen gegen Adriana / Shelda in der Vorschlussrunde und Ana Paula / Leila im kleinen Finale mussten sie jedoch die Überlegenheit ihrer Gegnerinnen anerkennen. Das Endspiel gewannen Larissa und Juliana.

Zum ersten Mal in dieser Spielzeit waren nicht die Schwestern das beste österreichische Team. Sabine Swoboda und Sara Montagnolli wurden ebenso neunte wie die Schweizerinnen Simone Kuhn / Lea Schwer und die Deutschen Rieke Brink-Abeler / Hella Jurich.

### Marseille Open (5. bis 8. Juli)
| Platz | Team                                      |
| ----- | ----------------------------------------- |
| 1     | Larissa França / Juliana Felisberta Silva |
| 2     | Shelda Bede / Adriana Behar               |
| 3     | Ana Paula Connelly / Leila Barros         |
| 4     | Tian Jia / Wang Jie                       |
| 5     | Talita Antunes / Renata Ribeiro           |
| 5     | Rieke Brink-Abeler / Hella Jurich         |
| 7     | Vasiliki Arvaniti / Vassiliki Karadassiou |
| 7     | Rebekka Kadijk / Merel Mooren             |

Die Podiumsplätze waren für die brasilianischen Teams reserviert. Larissa und Juliana schlugen zunächst Ana Paula und Leila und anschließend Shelda und Adriana, die sich gegen Wang und Tian durchgesetzt hatten. Die verloren auch das Spiel um Bronze.

Bestes deutsches Team wurden Brink-Abeler / Jurich auf dem geteilten fünften Platz. Simone Kuhn / Lea Schwer wurden dreizehnte, die Schwaiger Schwestern endeten wie Pohl / Rau auf dem siebzehnten Rang.

### Montreal Open (13. bis 16. Juli)
| Platz | Team                                      |
| ----- | ----------------------------------------- |
| 1     | Ana Paula Connelly / Leila Barros         |
| 2     | Larissa França / Juliana Felisberta Silva |
| 3     | Tian Jia / Wang Jie                       |
| 4     | Stephanie Pohl / Okka Rau                 |
| 5     | Shelda Bede / Adriana Behar               |
| 5     | Xue Chen / Zhang Xi                       |
| 7     | Talita Antunes / Renata Ribeiro           |
| 7     | Ji Linjun / Wang Lu                       |

Stephanie Pohl und Okka Rau schafften es ins Halbfinale, mussten dort aber die Überlegenheit von Larissa und Juliana anerkennen. Tian und Yang verloren gegen Ana Paula und Leila, die sich im Endspiel ihre erst und einzige gemeinsame Goldmedaille sicherten. Die Deutschen unterlagen auch den Chinesinnen im kleinen Finale.

Beste Österreicherinnen waren diesmal wieder Sabine Swoboda und Sara Montagnolli auf dem geteilten neunten Rang. Simone Kuhn / Lea Schwer wurden ebenso dreizehnte wie Stefanie und Doris Schwaiger.

### Sankt Petersburg Open (19. bis 22. Juli)
| Platz | Team                                      |
| ----- | ----------------------------------------- |
| 1     | Larissa França / Juliana Felisberta Silva |
| 2     | Xue Chen / Zhang Xi                       |
| 3     | Shelda Bede / Adriana Behar               |
| 4     | Talita Antunes / Renata Ribeiro           |
| 5     | Milagros Crespo / Esteves Ribalta         |
| 5     | Rieke Brink-Abeler / Hella Jurich         |
| 7     | Helke Claasen / Antje Röder               |
| 7     | Nila Håkedal / Ingrid Tørlen              |

Ein chinesisches und drei brasilianische Teams kämpften um die Podiumsplätze. Dabei mussten Talita und Renate mit dem vierten Platz vorlieb nehmen, nachdem sie sowohl gegen Larissa und Juliana als auch gegen Adriana und Shelda nicht gewinnen konnten. Xue Chen und Zhang Xi sicherten sich durch ihren Sieg in der Vorschlussrunde die Silbermedaille.

Gleich vier deutsche Paare standen im Hauptfeld bei den Russland Open. Katrin Holtwick und Ilka Semmler wurden wie die Österreicherinnen Stefanie und Doris Schwaiger siebzehnte. Susanne Lahme und Geeske Banck belegten den geteilten dreizehnten Rang. In die Top acht schafften es Helke Classen / Anke Röder als siebte sowie Rieke Brink-Abeler / Hella Jurich auf dem fünften Platz. Alle Schweizer Duos scheiterten in der Qualifikation.

### Paris Grand Slam (26. bis 29. Juli)
| Platz | Team                                      |
| ----- | ----------------------------------------- |
| 1     | Larissa França / Juliana Felisberta Silva |
| 2     | Misty May-Treanor / Kerri Walsh           |
| 3     | Ana Paula Connelly / Leila Barros         |
| 4     | Shelda Bede / Adriana Behar               |
| 5     | Tian Jia / Wang Jie                       |
| 5     | Xue Chen / Zhang Xi                       |
| 7     | Milagros Crespo / Imara Esteves Ribalta   |
| 7     | Vasiliki Arvaniti / Vassiliki Karadassiou |

Drei Mal Brasilien und einmal USA. Die Halbfinalbegegnungen in der französischen Hauptstadt sahen folgendermaßen aus: May-Treanor / Walsh bezwangen Ana Paula / Leila, Juliana und Larissa siegten über Shelda / Adriana. Die erfolgreichen Südamerikanerikanerinnen waren auch im Endspiel nicht zu stoppen, das kleine Finale endete für Ana Paula und Leila erfolgreich.
Simone Kuhn / Lea Schwer wurden ebenso dreizehnte wie Stephanie Pohl / Okka Rau. Stefanie und Doris Schwaiger schieden eine Runde vorher aus dem Wettbewerb.

### Klagenfurt Grand Slam (3. bis 5. August)
| Platz | Team                                      |
| ----- | ----------------------------------------- |
| 1     | Tian Jia / Wang Jie                       |
| 2     | Larissa França / Juliana Felisberta Silva |
| 3     | Stephanie Pohl / Okka Rau                 |
| 4     | Vasiliki Arvaniti / Vassiliki Karadassiou |
| 5     | Sabine Swoboda / Sara Montagnolli         |
| 5     | Talita Antunes / Renata Ribeiro           |
| 5     | Xue Chen / Zhang Xi                       |
| 5     | Misty May-Treanor / Kerri Walsh           |

Ein erfolgreiches Wochenende für Sabine Swoboda und Sara Montagnolli sowie Stephanie Pohl und Okka Rau ging am Wörthersee zu Ende. Während die Österreicherinnen mit dem geteilten fünften Platz eines ihrer bestes gemeinsamen Ergebnis aller Zeiten auf der Tour erreichten, standen die Deutschen nach dem Sieg über das Duo aus der Alpenrepublik und der Niederlage gegen Larissa / Juliana im Spiel um den Bronzerang, das sie gegen die Griechinnen Arvaniti / Karadassiou für sich entscheiden konnten. Erst zum zweiten Mal in dieser Saison ging die Goldmedaille an ein Team aus dem Reich der Mitte, zum ersten Mal standen Tian Jia und Wang Jie auf der obersten Stufe des Stockerls.

### Warschau Open (31. Juli bis 3. August)
| Platz | Team                                     |
| ----- | ---------------------------------------- |
| 1     | Tian Jia / Wang Jie                      |
| 2     | Xue Chen / Zhang Xi                      |
| 3     | Ana Paula Connelly / Leila Barros        |
| 4     | Natalja Urjadowa / Alexandra Schirjajewa |
| 5     | Kathrine Maaseide / Susanne Glesnes      |
| 5     | Nila Håkedal / Ingrid Tørlen             |
| 7     | Stefanie / Doris Schwaiger               |
| 7     | Milagros Crespo / Esteves Ribalta        |

Zum ersten Mal waren zwei norwegische Teams unter den besten sechs. Erstmalig stand ein russisches Duo in der Vorschlussrunde und wurde nach Niederlagen gegen Zhang und Xue sowie Ana Paula und Leila vierter. Zum zweiten Mal standen zwei chinesische Paare im Finale. Diesmal behielten Tian Jia und Wang Jie, die ihren Titel von Klagenfurt verteidigen konnten, die Oberhand.

Als einzige Österreicherinnen waren die Schwaiger Schwestern im Hauptwettbewerb und belohnten sich mit dem geteilten siebten Rang. Deutsche und Schweizerinnen waren in Polen nicht am Start.

### Porto Santo Open (14. bis 17. September)
| Platz | Team                                      |
| ----- | ----------------------------------------- |
| 1     | Larissa França / Juliana Felisberta Silva |
| 2     | Talita Antunes / Renata Ribeiro           |
| 3     | Tian Jia / Wang Jie                       |
| 4     | Helke Claasen / Antje Röder               |
| 5     | Ana Paula Connelly / Leila Barros         |
| 5     | Rieke Brink-Abeler / Hella Jurich         |
| 7     | Sanne Keizer / Marrit Leenstra            |
| 7     | Nila Håkedal / Ingrid Tørlen              |

Brink-Abeler / Jurich scheiterten ebenso wie Claasen / Röder an Larissa und Juliane, die nach ihrem Sieg über ihre Landsfrauen Talita und Renata wieder einmal Gold in den Händen hielten. Dritte wurden diesmal die chinesischen Siegerinnen von Warschau und Klagenfurt.

Die üblichen Verdächtigen aus den beiden Alpenrepubliken waren wieder die Besten ihres Landes. Stefanie und Doris Schwaiger wurden genauso siebzehnte wie Simone Kuhn und Lea Schwer

### Victoria Open (27. bis 30. September)
| Platz | Team                                      |
| ----- | ----------------------------------------- |
| 1     | Larissa França / Juliana Felisberta Silva |
| 2     | Ana Paula Connelly / Leila Barros         |
| 3     | Misty May-Treanor / Kerri Walsh           |
| 4     | Nicole Branagh / Elaine Youngs            |
| 5     | Talita Antunes / Renata Ribeiro           |
| 5     | Nila Håkedal / Ingrid Tørlen              |
| 7     | Vasiliki Arvaniti / Vassiliki Karadassiou |
| 7     | Milagros Crespo / Esteves Ribalta         |

„The same procedure as six times before“. Zum siebten Mal sicherten sich Larissa und Juliana den obersten Platz auf dem Treppchen und damit auch endgültig den Gesamtsieg des Jahres. Zweite wurden diesmal Ana Paula und Leila, die May-Treanor und Walsh auf den dritten Platz verwiesen, nachdem die ihre Landsfrauen im kleinen Finale geschlagen hatten.
Sara Goller und Laura Ludwig teilten sich mit Simone Kuhn und Lea Schwer sowie zwei weiteren Paaren den dreizehnten Platz. Die Schwaiger Schwestern wurden siebzehnte.

### Acapulco Open (26. bis 29. Oktober)
| Platz | Team                                      |
| ----- | ----------------------------------------- |
| 1     | Misty May-Treanor / Kerri Walsh           |
| 2     | Talita Antunes / Renata Ribeiro           |
| 3     | Nila Håkedal / Ingrid Tørlen              |
| 4     | Larissa França / Juliana Felisberta Silva |
| 5     | Milagros Crespo / Esteves Ribalta         |
| 5     | Sara Goller / Laura Ludwig                |
| 7     | Geeske Banck / Susanne Lahme              |
| 7     | Kathrine Maaseide / Susanne Glesnes       |

Diesmal wurden sie nur vierter. Die Seriensieger Larissa und Juliana verloren sowohl ihr Seminfinalspiel gegen Renata und Talita als auch das anschließende Match gegen Nila und Ingrid. May-Treanor / Walsh gewannen nach ihrem Erfolg über die Norwegerinnen auch gegen ihre brasilianischen Endspielgegnerinnen.

Gleich vier deutsche Teams platzierten sich im Vorderfeld. Goller / Ludwig wurden fünfte, Banck / Lahme siebte. Auch Rieke Brink-Abeler / Hella Jurich sowie Helke Claasen / Antje Röder standen als neunte noch vor den besten Schweizerinnen und Österreicherinnen, die, wie könnte es anders sein, Simone Kuhn und Lea Schwer sowie Stefanie und Doris Schwaiger hießen und den geteilten dreizehnten Platz belegten.

### Phuket Open (2. bis 5. November)
| Platz | Team                              |
| ----- | --------------------------------- |
| 1     | Xue Chen / Zhang Xi               |
| 2     | Tian Jia / Wang Jie               |
| 3     | Misty May-Treanor / Kerri Walsh   |
| 4     | Nila Håkedal / Ingrid Tørlen      |
| 5     | Morgane Faure / Virginie Sarpaux  |
| 5     | Nicole Branagh / Elaine Youngs    |
| 7     | Tamara Larrea / Dalixia Fernández |
| 7     | Rebekka Kadijk / Merel Mooren     |

Zum dritten Mal in diesem Jahr gab es ein rein chinesisches Finale. Wie in Shanghai wurde es ein Erfolg für Xue Chen / Zhang Xi, die nach ihrem Sieg in der Vorschlussrunde über May-Treanor / Walsh anschließend auch ihre Rivalinnen aus dem Reich der Mitte bezwangen. Die US-Amerikanerinnen hatten sich zuvor gegen Nila und Ingrid durchgesetzt.
Geeske Banck / Susanne Lahme und Rieke Brink-Abeler / Hella Jurich wurden gemeinsam mit zwei weiteren Paaren neunte. Sabine Swoboda / Sara Montagnolli teilten sich mit Simone Kuhn / Lea Schwer und weiteren sechs Duos den siebzehnten Rang.

## Auszeichnungen des Jahres 2006
| FIVB Tour Champion    | Larissa França / Juliana Felisberta Silva |
| Team of the year      | Larissa França / Juliana Felisberta Silva |
| Most Outstanding      | Larissa França                            |
| Sportsperson          | Kerri Walsh                               |
| Top Rookie            | Xue Chen                                  |
| Most Inspirational    | Shelda Bede                               |
| Most Improved Player  | Leila Barros                              |
| Best Blocker          | Kerri Walsh                               |
| Best Hitter           | Kerri Walsh                               |
| Best Offensive Player | Juliana Felisberta Silva                  |
| Best Server           | Ana Paula Connelly                        |
| Best Setter           | Larissa França                            |
| Best Defensive Player | Shelda Bede                               |